# Férfi kenu kettes 1000 méter az 1936. évi nyári olimpiai játékokon
Az 1936. évi nyári olimpiai játékokon a kajak-kenu férfi kenu kettes 1000 méteres versenyszámát augusztus 8-án rendezték Berlin-Grünau-ban.

## Eredmények
Az időeredmények másodpercben értendők. A rövidítések jelentése a következő:
- OB: olimpiai legjobb idő

### Döntő
| Helyezés | Nemzet                                                     | Idő    | Mj |
| -------- | ---------------------------------------------------------- | ------ | -- |
| Arany    | Csehszlovákia (TCH) · Vladimír Syrovátka · Jan Brzák-Felix | 4:50,1 | OB |
| Ezüst    | Ausztria (AUT) · Rupert Weinstabl · Karl Proisl            | 4:53,8 |    |
| Bronz    | Kanada (CAN) · Frank Saker · Harvey Charters               | 4:56,7 |    |
| 4.       | Németország (GER) · Hans Wedemann · Heinrich Sack          | 5:00,2 |    |
| 5.       | Egyesült Államok (USA) · Clarence McNutt · Robert Graf     | 5:14,0 |    |